# 춘천지방법원 속초지원
춘천지방법원 속초지원은 춘천지방법원 관할구역 중 속초시, 고성군, 양양군의 재판을 관할하는 지방법원이다.

## 관할 구역
- 재판관할
  - 속초지원: 속초시, 고성군, 양양군
  - 고성군법원: 고성군
  - 양양군법원: 양양군
- 등기관할
  - 속초지원 등기계: 속초시
  - 고성등기소: 고성군
  - 양양등기소: 양양군